# Altrove: contatti nel cosmo
Altrove: contatti nel cosmo (Otherness) è una raccolta di brevi racconti e articoli di fantascienza di David Brin pubblicata in lingua originale nel 1994.
In Italia l'antologia è stata pubblicata da Arnoldo Mondadori Editore nel volume 1269 della collana Urania nel 1995, con la traduzione di Delio Zinoni.

## Contenuti
I racconti sono divisi in cinque gruppi, con l'aggiunta di alcuni articoli:
- Transizioni
  - Il morbo dell'altruismo (The Giving Plague, 1988)
  - Mito numero 21 (Myth Number 21, 1990)
  - Note sui racconti (introduzione, Story Notes, 1994)
  - La prescuola del dottor Pak (Dr. Pak's Preschool, 1989)
  - Rifiuti (Detritus Affected, 1993)
  - Il dogma della diversità (articolo, The Dogma of Otherness, 1986)
- Contatto
  - Sshhh (Sshhh..., 1989)
  - Note sui racconti (introduzione, Story Notes, 1994)
  - Occhi (Those Eyes, 1994)
  - Cosa dire a un UFO (articolo, What to Say to a UFO, 1994)
  - Comunione con Genji (Bonding to Genji, 1994)
  - Lo spazio caldo (The Warm Space, 1985)
  - Quale millennio? (articolo, Whose Millennium?, 1994)
- Continuità
  - NatuLife® (NatuLife®, 1994)
  - Lavoro a cottimo (Piecework, 1990)
  - Scienza contro magia (articolo, Science Versus Magic, 1994)
- Cosmo
  - Bolle (Bubbles, 1987)
  - Note sui racconti (introduzione, Story Notes, 1994)
  - Ambiguità (Ambiguity, 1989)
  - Ciò che continua... e ciò che muore (What Continues, What Fails..., 1991)
- Diversità
  - La continuità della meraviglia (articolo, The Commonwealth of Wonder, 1994)